# Symmy Larrat
Symmy Larrat Brito de Carvalho ( Cametá, 25 de febrero de 1978 ) es una periodista brasileña.
Larrat ocupó la presidencia organizativa de ABGLT entre los años 2017 y 2022. Desde 2023 se desempeña como Secretaria Nacional para la Promoción y Defensa de los Derechos de las Personas LGBTQIA+. La cartera está subordinada directamente al Ministerio de Derechos Humanos y Ciudadanía.

## Biografía
Symmy Larrat inició sus estudios en comunicación social en la Universidad Federal de Pará, en Belém. Larrat formó parte del movimiento estudiantil. Por la noche, actuaba como drag queen, según ella, para enfrentar lo que sentía sobre la eventual transición de género. Symmy afirma que los referentes de su época eran Rogéria y Roberta Close . Incluso con un diploma, llegó a prostituirse.
Larrat comenzó a ocupar el área política cuando ingresó a la comunicación de la Secretaría de Justicia y Derechos Humanos (Sejudh) como consejera, implantando luego una red estatal LGBT en Pará. Posteriormente, dirigió Transcidadania, bajo la dirección de Fernando Haddad en São Paulo, un proyecto pionero con reconocimiento internacional que se centró en incentivar a la población trans a ir a la escuela e ingresar al mercado laboral formal. Durante el gobierno de Dilma Roussef, Symmy fue coordinadora general de Promoción de los Derechos LGBT en la Secretaría de Derechos Humanos. En 2017, Larrat asumió la presidencia de ABGLT - Asociación Brasileña de Gays, Lesbianas, Bisexuales, Travestis, Transexuales e Intersex, siendo reelecto en 2021, siendo considerado el primer travesti en ocupar el cargo. En 2021 fue galardonada con el Premio Jorge Lafond, otorgado por Distrito Drag. Aún en 2021, anunció su precandidatura a la Cámara Federal.
Symmy fue elegida por Guia Gay São Paulo como uno de los LGBT más influyentes de Brasil en 2018.
El 31 de diciembre de 2022, Sílvio Almeida, Ministro de Derechos Humanos y Ciudadanía, anunció que Symmy asumiría la inédita Secretaría Nacional de Derechos LGBTQIA+.